# Proadocus hadongensis
Proadocus hadongensis — викопний вид прихованошийних черепах вимерлої родини Adocidae. Описаний у 2023 році. Існував у ранній крейді (приблизно 115 млн років тому). Рештки черепахи виявлені у відкладеннях формації Гасандонг у провінції Північна Кьонсан в Південній Кореї.